# 오길비산맥목걸이레밍
오길비산맥목걸이레밍(Dicrostonyx nunatakensis)은 비단털쥐과에 속하는 설치류의 일종이다. 캐나다에서만 발견된다. 자연 서식지는 툰드라 지역이다.